# NGC 3983
NGC 3983 (również PGC 37514 lub UGC 6914) – galaktyka spiralna (S0-a), znajdująca się w gwiazdozbiorze Lwa. Została odkryta 10 kwietnia 1785 roku przez Williama Herschela. Jest to galaktyka z aktywnym jądrem typu LINER.